# Ornézan
Ornézan (gaskognisch Ornesan) ist eine französische Gemeinde mit 206 Einwohnern (Stand 1. Januar 2022) im Département Gers in der Region Okzitanien; sie gehört zum Arrondissement Mirande. Seine Bewohner nennen sich Ornézanais/Ornézanaises.

## Geografie
Ornézan liegt rund 15 Kilometer südlich der Stadt Auch im Süden des Départements Gers. Der Gers durchquert Ornézan von Süd nach Nord. Die Gemeinde besteht aus dem Dorf Ornézan, den Weilern Hourcot, La Téoulère und Toulouse sowie Einzelgehöften. Verkehrstechnisch liegt die Gemeinde an der D929.

## Geschichte
Der Fund von Überresten aus gallo-römischen Zeit in Sempé belegt eine frühe Besiedlung. Im Mittelalter lag der Ort innerhalb der Grafschaft Astarac, die ein Teil der Provinz Gascogne war. Die Gemeinde gehörte von 1793 bis 1801 zum District Auch. Zudem war Ornézan von 1793 bis 1801 ein Teil des Kantons Seissan. Von 1801 bis 1973 lag sie im Kanton Auch-Sud. Danach von 1973 bis 2015 im Kanton Auch-Sud-Est-Seissan. Die Gemeinde war von 1801 bis 2017 dem Arrondissement Auch zugeteilt.

## Bevölkerungsentwicklung
| Jahr                       | 1962 | 1968 | 1975 | 1982 | 1990 | 1999 | 2006 | 2018 |
| Einwohner                  | 222  | 209  | 209  | 216  | 225  | 237  | 248  | 228  |
| Quellen: Cassini und INSEE |      |      |      |      |      |      |      |      |

## Sehenswürdigkeiten
- Schloss von Ornézan aus dem 17. Jahrhundert (Privatbesitz)
- Dorfkirche Sainte-Catherine aus dem 18. Jahrhundert
- Denkmal für die Gefallenen[1]
- mehrere Wegkreuze und eine Madonnenstatue
- alte Wassermühle
- Écomusée d’Ornézan in Hourcot
- Brücke über den Gers

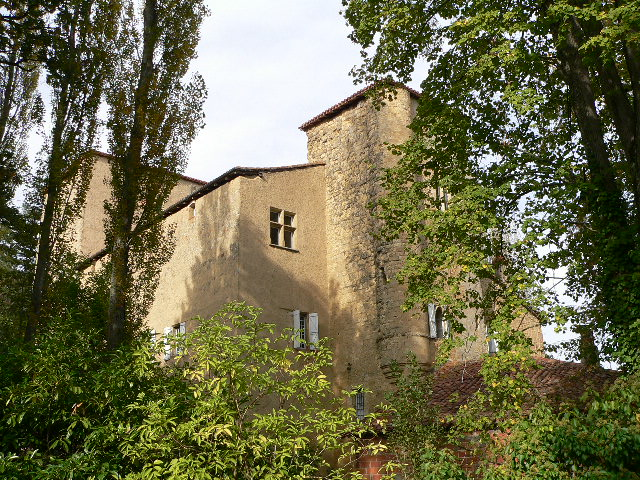
Schloss von Ornézan
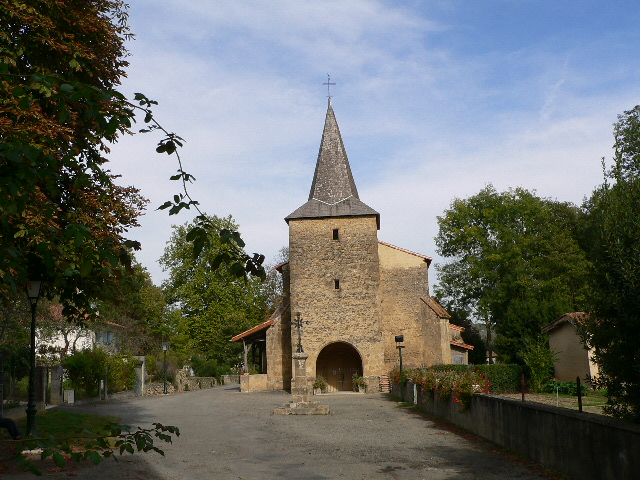
Dorfkirche Sainte-Catherine
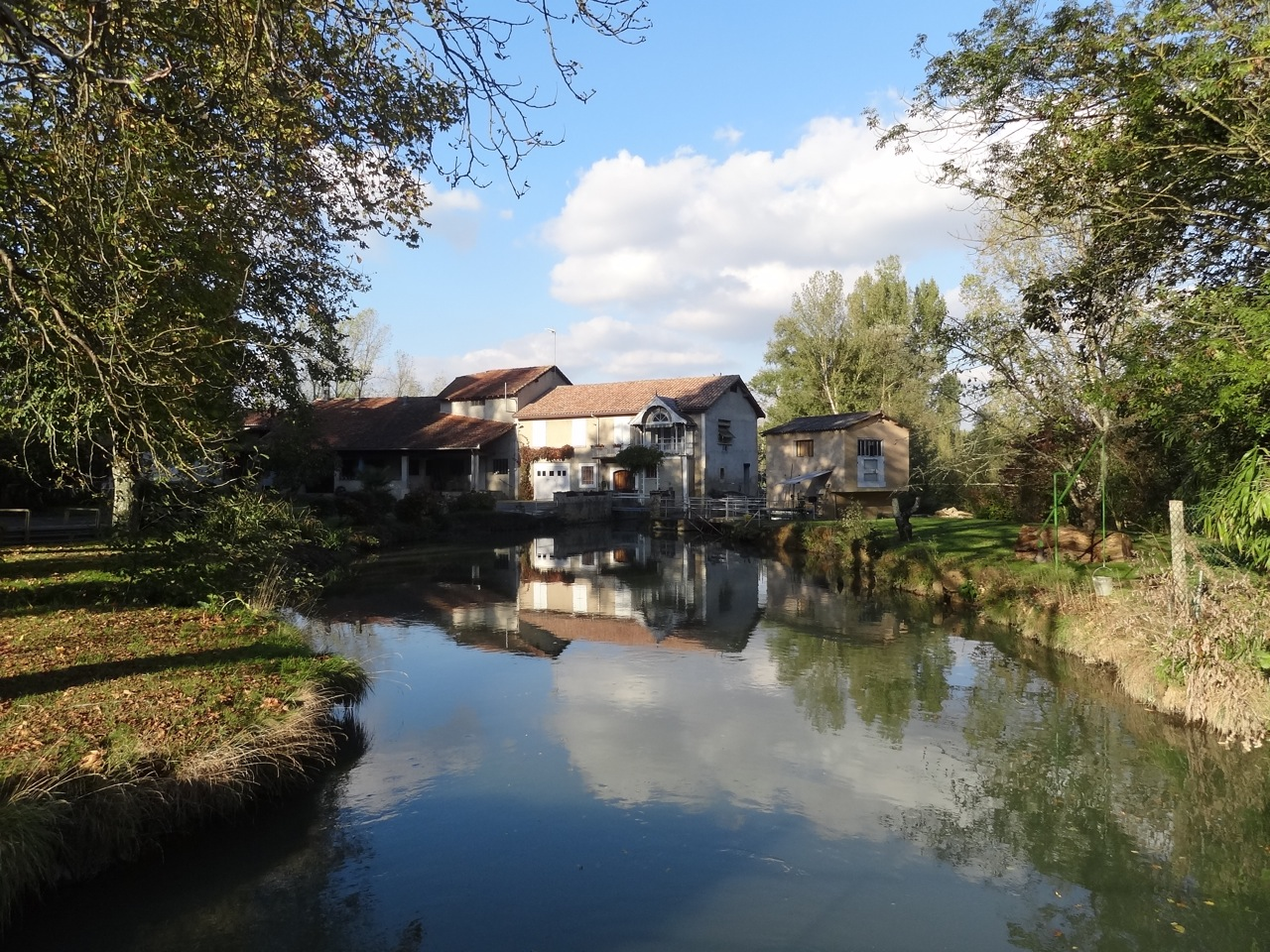
Alte Mühle am Gers
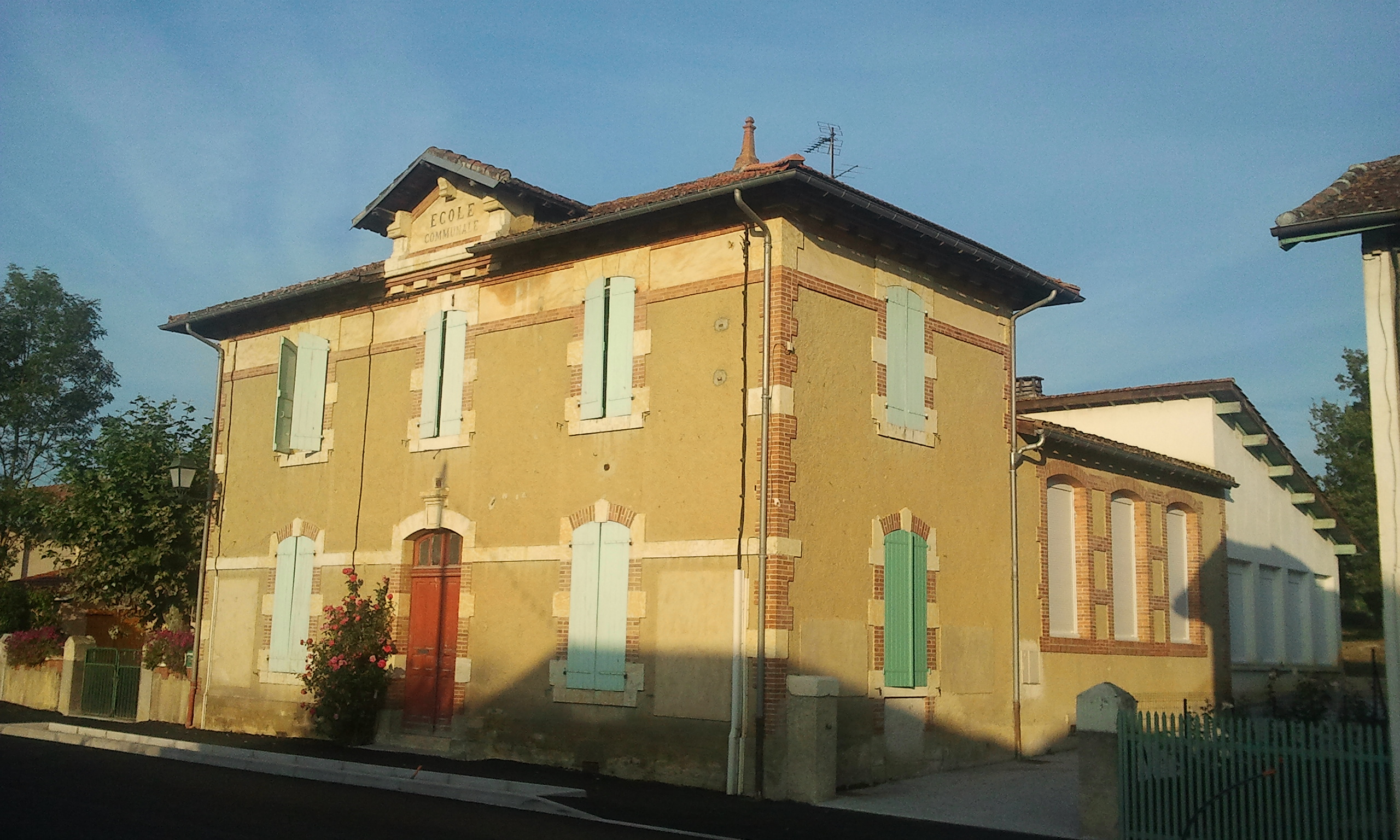
Ehemalige Dorfschule
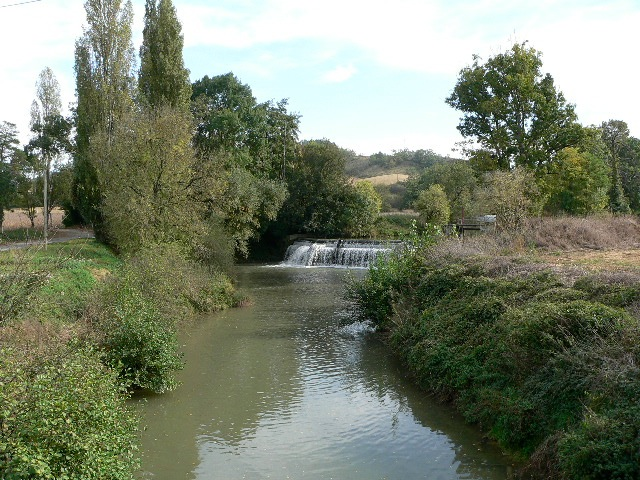
Gers mit Damm
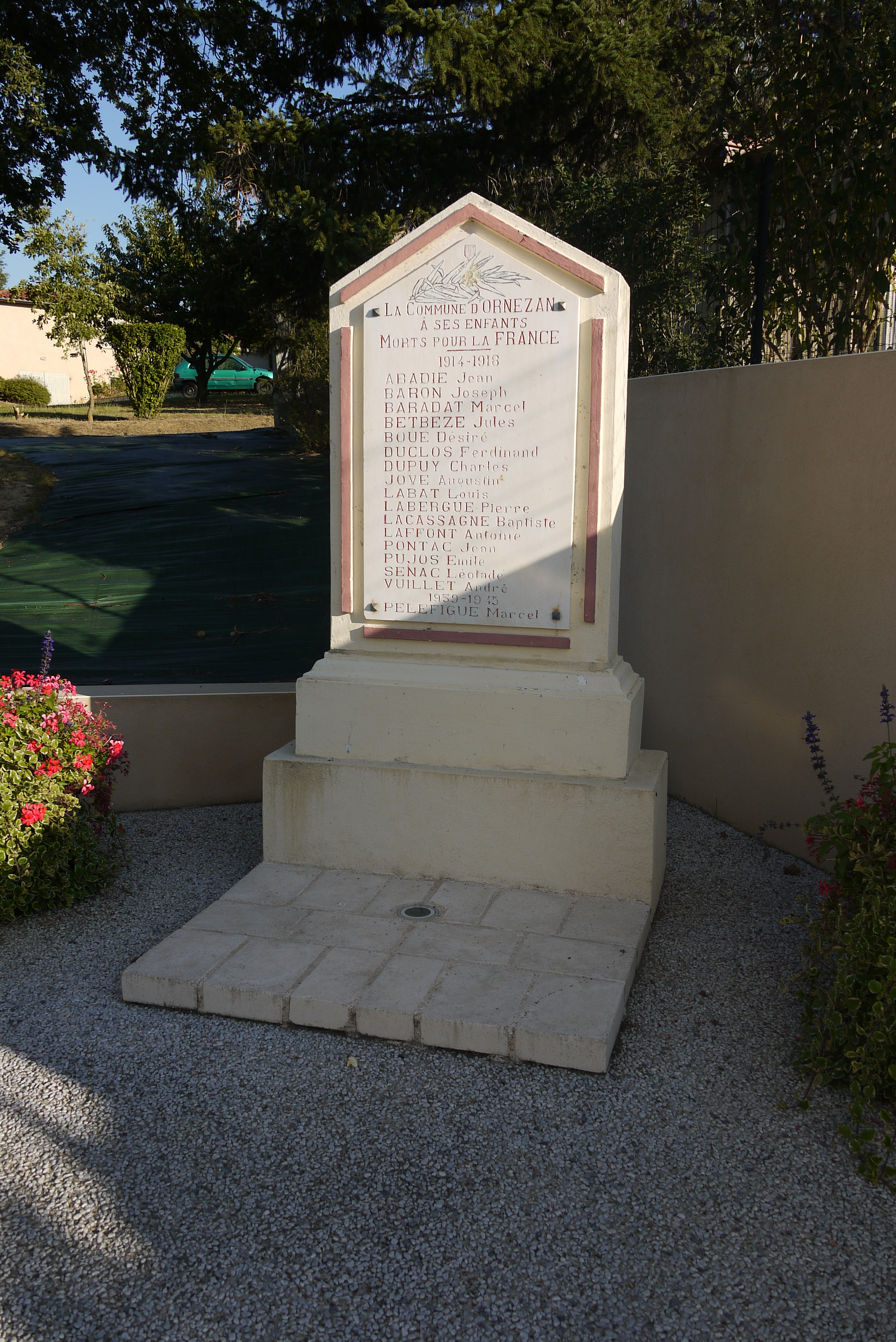
Denkmal für die Gefallenen